# Božejov
Božejov (německy Boschejow) je městys v okrese Pelhřimov v Kraji Vysočina. Žije zde 624 obyvatel.

## Historie
První písemná zmínka o městečku pochází z roku 1352.

## Obyvatelstvo
| Rok            | 1869 | 1880 | 1890 | 1900 | 1910 | 1921 | 1930 | 1950 | 1961 | 1970 | 1980 | 1991 | 2001 | 2011 | 2021 |
| -------------- | ---- | ---- | ---- | ---- | ---- | ---- | ---- | ---- | ---- | ---- | ---- | ---- | ---- | ---- | ---- |
| Počet obyvatel | 768  | 758  | 724  | 702  | 712  | 659  | 647  | 519  | 522  | 505  | 618  | 652  | 654  | 634  | 631  |
| Počet domů     | 84   | 85   | 92   | 93   | 103  | 104  | 111  | 112  | 106  | 109  | 134  | 175  | 190  | 206  | 215  |

## Správa městyse
Od 10. října 2006 byl obci vrácen status městyse.

### Místní části
- Božejov
- Nová Ves

### Symboly městyse
Znak a vlajka byly městysi uděleny rozhodnutím předsedkyně Poslanecké sněmovny Parlamentu České republiky dne 12. dubna 2013.

## Školství
- Základní škola a mateřská škola Božejov

## Pamětihodnosti
- Zámek Božejov
- Kostel svatého Jiří na návsi
- Kaple svaté Anny u hřbitova
- Kaplička u hřbitova
- Boží muka
- Pamětní kámen Adámek
- Fara

## Osobnosti
- Lukáš Masopust (* 1993), fotbalista

## Další fotografie

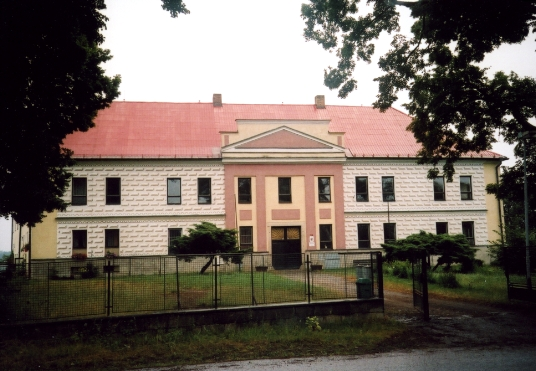
Zámeček
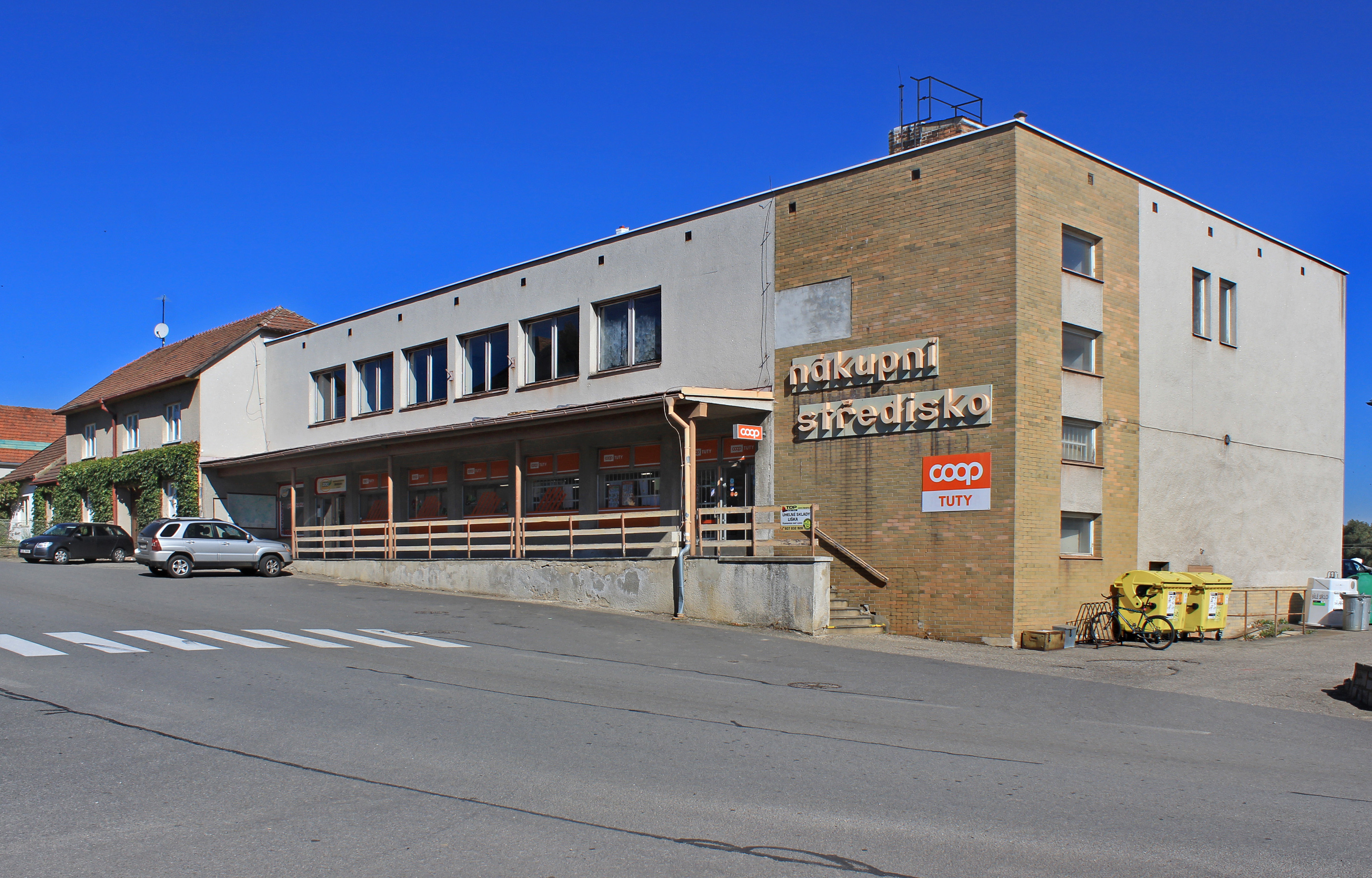
Malé nákupní středisko
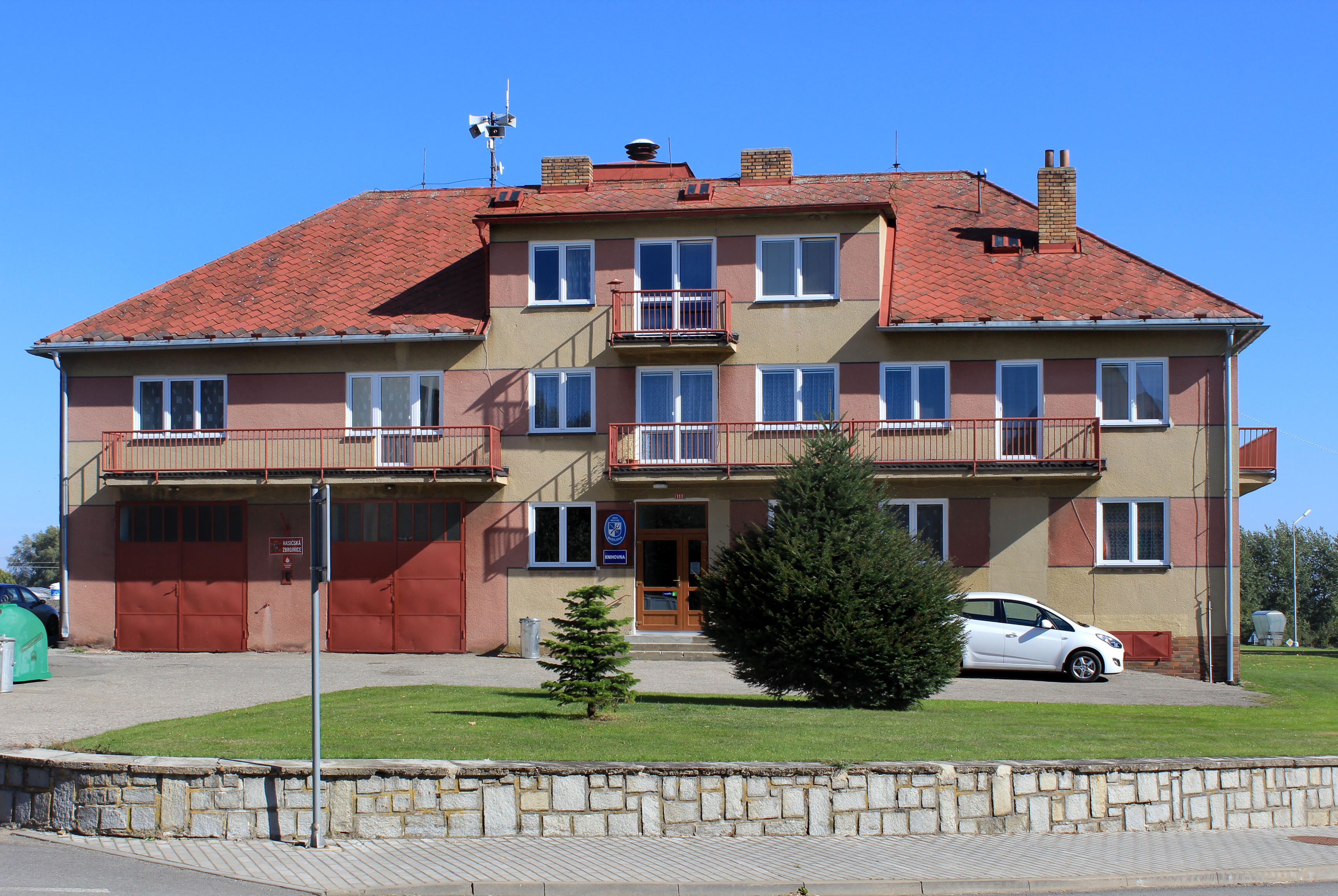
Obecní úřad
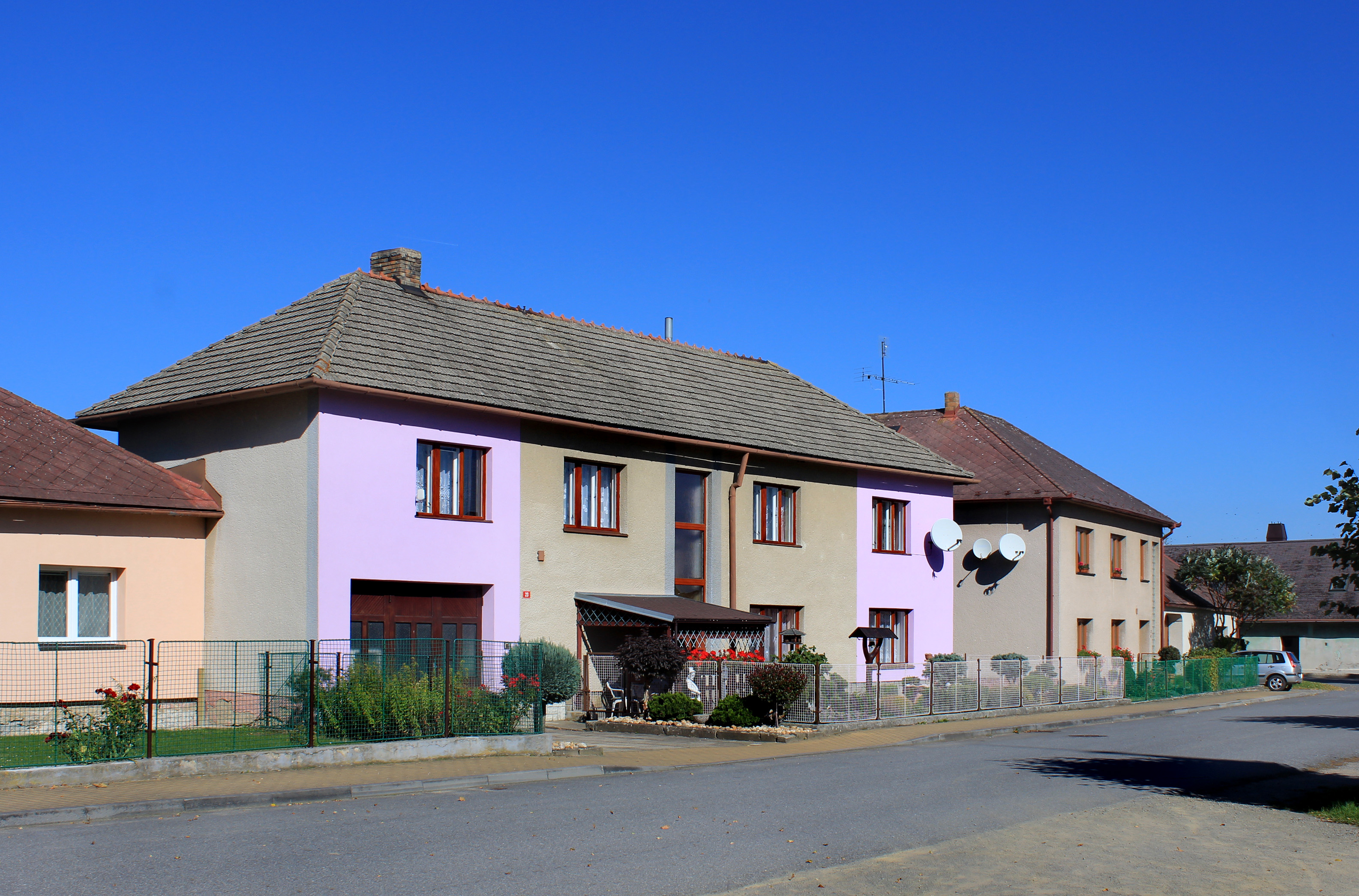
Domky na návsi